# Conflito Israel-Líbano
O conflito israelo-libanês descreve uma série de confrontos militares envolvendo  Israel, Líbano e Síria, assim como várias milícias não-estatais atuando no Líbano.
A Organização de Libertação da Palestina (OLP), recrutou militantes no Líbano, entre as famílias de refugiados palestinos que foram expulsos ou fugiram devido à criação de Israel em 1948. Em 1968, a OLP e Israel estavam cometendo ataques transfronteiriços contra os outros em violação da soberania libanesa. Após a liderança da OLP e da sua brigada, o Fatah, serem expulsos da Jordânia, por fomentar uma revolta, eles entraram no Líbano e a violência aumentou. Enquanto isso, as tensões demográficas sobre os libaneses levaram Pacto Nacional para a Guerra Civil Libanesa (1975-1990).
A invasão israelense de 1978 no Líbano que não conseguiu travar os ataques palestinos, mas Israel invadiu o Líbano em 1982 e expulsou a OLP. Israel retirou-se para uma zona de fronteira, realizada com a ajuda de militantes do Exército do Sul do Líbano (SLA, na sigla em inglês).
Em 1985, um movimento de resistência libanês xiita patrocinado pelo Irã, que se autodenomina Hezbollah, convocou à luta armada para acabar com a ocupação de Israel sobre território libanês.
Quando a guerra civil libanesa acabou e outras facções concordaram baixar as armas, o Hezbollah e o Exército se recusaram. A luta entre o Hezbollah e o Exército enfraquecido pela decisão de Israel de se retirar do Líbano levou a um colapso do SLA e uma retirada rápida de Israel em 2000, para o seu lado da fronteira designado pelas Nações Unidas. Citando o controle israelense do território das quintas de Shebaa, o Hezbollah continuou os ataques transfronteiriços de forma intermitente ao longo dos seis anos seguintes.
O Hezbollah já procurava a liberdade para os cidadãos libaneses em prisões israelenses e usou com sucesso a tática de capturar soldados israelenses como uma alavanca para uma troca de prisioneiros, em 2004. A captura de dois soldados israelitas pelo Hezbollah iniciou a Guerra do Líbano de 2006. O cessar-fogo pede o desarmamento do Hezbollah e dos campos restantes armado da OLP, de modo que o Líbano pode controlar sua fronteira sul militarmente pela primeira vez em quatro décadas.
As hostilidades foram suspensas a partir de 8 de setembro de 2006. A partir de 2009, o Hezbollah não foi desarmado. Em 18 de junho de 2008, Israel declarou que estava aberto a negociações de paz com o Líbano.
Desde 2006, a situação entre os dois países tem-se mantido relativamente calma, embora os dois lados tenham violado o cessar-fogo assinado após a Guerra do Líbano de 2006, com Israel a ter a sua força aérea a fazer voos diários constantes sobre o espaço aéreo libanês e o Hezbollah a não se desarmar.